# Seznam děkanů kardinálského kolegia
Toto je chronologický seznam děkanů kardinálského kolegia. V seznamu jsou za jménem data narození a úmrtí, kardinálské kreace a data působení jako kardinála děkana.

## Po kostnickém koncilu
- Angelo Correr (cca 1330–1417) (1415, 1415)
- Jean Allarmet de Brogny (1342–1426) (1385, 1417)
- Angelo d'Anna de Sommariva (?–1428) (1384, 1426)
- Giordano Orsini, iuniore (1360/70–1438) (1405, 1428)
- Antonio Correr (1359–1445) (1408, 1438)
- Giovanni Berardi (1380–1449) (1439, 1445)
- Amadeus VIII. Savojský (1383–1451) (1449, 1449)
- Francesco Condulmer (1410–1453) (1431, 1451)
- Giorgio Fieschi (?–1461) (1439, 1453)
- Izidor Kyjevský (řečený Apostata) (1380/90–1463) (1439, 1461)
- Basilius Bessarion (1403–1472) (1439, 1463)
- Guillaume d'Estouteville (1403–1483) (1439, 1472)
- Rodrigo Borgia (1431–1503) (1456, 1483, 1492 zvolen papežem)
- Oliviero Carafa (1430–1511) (1467, 1492)
- Raffaele Sansoni Riario (1461–1521) (1477, 1511)
- Bernardino López de Carvajal (1456–1523) (1493, 1521)
- Francesco Soderini (1453–1524) (1503, 1523)
- Niccolò Fieschi (1456–1524) (1503, 1524)
- Alessandro Farnese (1468–1549) (1493, 1524, 1534 zvolen papežem)
- Giovanni Piccolomini (1475–1537) (1517, 1534)
- François Guillaume de Castelnau de Clermont-Lodève (1480–1541) (1503, 1537)
- Giovanni Domenico de Cupis (1493–1553) (1517, 1537 nebo 1541)
- Gian Pietro Carafa (1476–1559) (1536, 1553, 1555 zvolen papežem)
- Jean du Bellay (1492–1560) (1535, 1555)
- François de Tournon (1489–1562) (1530, 1560)
- Rodolfo Pio de Carpi (1500–1564) (1536, 1562)
- Francesco Pisani (1494–1570) (1517, 1564)
- Giovanni Girolamo Morone (1509–1580) (1542, 1570)
- Alessandro Farnese jun., (1520–1589) (1534, 1580)
- Giovanni Antonio Serbelloni (1519–1591) (1560, 1589)
- Alfonso Gesualdo (1540–1603) (1561, 1591)
- Tolomeo Gallio (1526–1607) (1565, 1603)
- Domenico Pinelli (1541–1611) (1585, 1607)
- François de Joyeuse (1562–1615) (1583, 1611)
- Antonio Maria Galli (1553–1620) (1586, 1615)
- Antonio Maria Sauli (1541–1623) (1587, 1620)
- Francesco Maria del Monte (1549–1626) (1588, 1623)
- Ottavio Bandini (1558–1629) (1596, 1626)
- Giovanni Battista Deti (1576–1630) (1599, 1629)
- Domenico Ginnasi (1550–1639) (1604, 1630)
- Carlo Emmanuele Pio de Savoia, senior (1585–1641) (1604, 1639)
- Marcello Lante della Rovere (1561–1652) (1606, 1641)
- Giulio Roma (1584–1652) (1621, 1652) 5 měsíců
- Carlo de' Medici (1595–1666) (1615, 1652)
- Francesco Barberini sen. (1597–1679) (1623, 1666)
- Cesare Facchinetti (1608–1683) (1643, 1679)
- Niccolò Albergati-Ludovisi (1608–1687) (1645, 1683)
- Alderano Cibo (1613–1700) (1645, 1687)
- Emmanuel-Théodose de La Tour d'Auvergne cardinal de Bouillon (1643–1715) (1669, 1700)
- Nicola Acciaiouli (1630–1719) (1669, 1715)
- Fulvio Astalli (1655–1721) (1686, 1719)
- Sebastiano Antonio Tanara (1650–1724) (1695, 1721)
- Francesco del Giudice (1647–1725) (1690, 1724)
- Fabrizio Paolucci (1651–1726) (1697, 1725)
- Francesco Pignatelli (1652–1734) (1703, 1726)
- Francesco Barberini jun. (1662–1738) (1690, 1734)
- Pietro Ottoboni (1667–1740) (1689, 1738)
- Tommaso Ruffo (1663–1753) (1706, 1740)
- Pietro Luigi Carafa (1677–1755) (1728, 1753)
- Rainiero d'Elci (1670–1761) (1737, 1755)
- Giuseppe Spinelli (1694–1763) (1735, 1761)
- Carlo Alberto Guidoboni Cavalchini (1683–1774) (1743, 1763)
- Giovanni Francesco Albani (1720–1803) (1747, 1774) nejdéle působící děkan
- Henry Benedict Stuart (1725–1807) (1747, 1803) děkan s nejdelším kardinalátem
- Leonardo Antonelli (1730–1811) (1775, 1807 do 1811)
- Alessandro Mattei (1744–1820) (1779, 1814)
- Giulio Maria della Somaglia (1744–1830) (1795, 1820)
- Bartolomeo Pacca (1756–1844) (1801, 1830)
- Ludovico Micara (1775–1847) (1824, 1844)
- Vincenzo Macchi (1770–1860) (1826, 1847)
- Mario Mattei (1792–1870) (1832, 1860)
- Costantino Patrizi Naro (1798–1876) (1834, 1870)
- Luigi Amat di San Filippo e Sorso (1796–1878) (1837, 1876)
- Camillo Di Pietro (1806–1884) (1853, 1878)
- Carlo Sacconi (1808–1889) (1861, 1884)
- Raffaele Monaco La Valletta (1827–1896) (1868, 1889)
- Luigi Oreglia di Santo Stefano (1828–1913) (1873, 1896)
- Serafino Vannutelli (1834–1915) (1887, 1913)
- Vincenzo Vannutelli (1836–1930) (1889, 1915)
- Gennaro Granito Pignatelli di Belmonte (1851–1948) (1911, 1930)
- Francesco Marchetti-Selvaggiani (1871–1951) (1930, 1948)
- Eugène Tisserant (1884–1972) (1936, 1951)
- Amleto Cicognani (1883–1973) (1958, 1972)
- Luigi Traglia (1895–1977) (1960, 1974)
- Carlo Confalonieri (1893–1986) (1958, 1977)
- Agnelo Rossi (1913–1995) (1965, 1986, demise 1993)
- Bernardin Gantin (1922–2008) (1977, 1993, demise 2002)
- Joseph Ratzinger (1927–2022) (1977, 2002, 2005 zvolen papežem)
- Angelo Sodano (1927–2022) (1991, 2005, demise 2019)
- Giovanni Battista Re (1934–) (2001, 2020, dosud ve funkci)